# Pseudanthias albofasciatus
Pseudanthias albofasciatus és una espècie de peix de la família dels serrànids i de l'ordre dels perciformes.

## Hàbitat
És un peix marí de clima tropical i associat als esculls de corall que viu fins als 113 m de fondària.

## Distribució geogràfica
Es troba al sud-est de Hong Kong.